# Фрунзенсько-Приморська лінія
П'ята лінія, також відома як Фру́нзенско-Примо́рська або фіолетова лінія — лінія Петербурзького метрополітену. З'єднує північно-західні райони Санкт-Петербурга з центром та півднем міста. Розташована повністю під землею, за винятком наземної критої станції «Шушари». На Фрунзенському радіусі більшість наземних вестибюлів станцій вбудовані в торгові центри, за винятком трьох південних станцій, та станцій що були відкриті ще в складі 4 лінії.

## Історія
Будівництво п'ятої лінії метро в місті розпочалося ще у середині 1980-х роках. На початку 1990-х було прийняте рішення майже готову північно-західну частину нової лінії тимчасово об'єднати з Четвертою лінією, для чого була побудована двоколійна з'єднувальна гілка між станціями «Достоєвська» та «Садова». Таким чином перша станція нової лінії була відкрита у 1991 році в складі Четвертої лінії. Будівництво ж південної частини лінії, так званого «Фрунзенського радіусу», через нестачу фінансування велось вкрай низькими темпами. Лише наприкінці грудня 2008 року була відкрита перша черга «Фрунзенського радіусу», в складі лише двох станцій між якими по обох коліях курсував човник, і лише через декілька місяців була сформована П'ята Лінія з організацією нормального кругового руху потягів. З моменту відкриття на лінії було відсутне власне електродепо, її обслуговування здійснювалося рухомим складом ТЧ-6 «Виборзьке». З 1 серпня 2013 року лінію стало обслуговувати ТЧ-3 «Московське». Власне депо ТЧ-7 «Південне» було відкрите у вересні 2019 року. Після чого почалося поетапне переведення лінії на обслуговування восьмивагонними потягами, до того на лінії курсували шестивагонні потяги.

## Хронологія пусків
| Дата пуску          | Черга | Довжина | Кількість станцій |
| ------------------- | --- | ------- | ----------------- |
| 30 грудня 1991 року | «Садова» у складі черги «Площа Олександра Невського-2» — «Садова» 4 лінії                                                                             | —       | 1                 |
| 15 вересня 1997     | «Садова» — «Чкаловська» (без станції «Адміралтейська») в складі Правобережної лінії (лінія 4)                                                         | 4,8 км  | 2                 |
| 14 січня 1999       | «Чкалівська» — «Стара Деревня» (без станції «Крестовський острів») у складі 4 лінії                                                                   | 4,2 км  | 1                 |
| 3 вересня 1999      | «Хрестовський острів» (На діючій ділянці «Чкалівська» - «Стара Село») у складі 4 лінії                                                                | —       | 1                 |
| 2 квітня 2005       | «Стара Деревня» — «Комендантський проспект» у складі 4 лінії                                                                                          | 2,7 км  | 1                 |
| 20 грудня 2008      | «Звенигородська» — «Волковська» (без станції «Обвідний канал»)                                                                                        | 3,8 км  | 2                 |
| 7 березня 2009      | ведено в пасажирську експлуатацію перегін «Садова» — «Звенигородська». Організовано рух від станції «Комендантський проспект» до станції «Волковська» | 1,3 км  | -                 |
| 30 грудня 2010      | «Обвідний канал» (На діючій ділянці «Звенигородська» - «Волковська»)                                                                                  | —       | 1                 |
| 28 грудня 2011      | «Адміралтейська» (На діючій ділянці «Спортивна» - «Садова»)                                                                                           | —       | 1                 |
| 28 грудня 2012      | «Волковська» — «Міжнародна» | 3,3 км  | 2                 |
| 3 жовтня 2019       | «Міжнародна» — «Шушари» | 6,2 км  | 3                 |
|                     | Разом: | 26,2 км | 15 станцій        |

## Пересадки
| # | Пересадка на лінію             | Зі станції     | На станцію        |
| - | ------------------------------ | -------------- | ----------------- |
| 2 | Московсько-Петроградська лінія | Садова         | Невський проспект |
| 1 | Кіровсько-Виборзька лінія      | Звенигородська | Пушкінська        |
| 4 | Правобережна лінія             | Садова         | Спаська           |

## Розвиток
Після відкриття восени 2019 року південної частини лінії в складі трьох станцій та електродепо ТЧ-7 «Південне», розглядається можливість розширення лінії в північно-західному напрямку. Але станом на осінь 2019 невідома ані кількість станцій що планують збудувати, ані точна дата початку будівництва. 

## Депо і рухомий склад

### Депо
| Електродепо       | Період                          |
| ----------------- | ------------------------------- |
| ТЧ-6 «Виборзьке»  | 2008 — 1 серпня 2013            |
| ТЧ-3 «Московське» | з 1 серпня 2013 — вересень 2019 |
| ТЧ-7 «Південне»   | з вересня 2019                  |

### Кількість вагонів у потягах
| Кількість | Період                  |
| --------- | ----------------------- |
| 6         | з 1991 по вересень 2019 |
| 8         | з вересня 2019          |

### Типи вагонів, що використовуються на лінії
| Тип              | Період            |
| ---------------- | ----------------- |
| 81-717.5/714.5   | До сьогодення     |
| 81-717.5П/714.5П | 2006 — сьогодення |
| 81-540/541       | До сьогодення     |
| 81-540.2/541.2   | До сьогодення     |
| 81-540.5/541.5   | До сьогодення     |
| 81-541.8         | До сьогодення     |

## Ресурси Інтернету
- Фрунзенско-Приморская линия на сайте metro.vpeterburge.ru [Архівовано 14 липня 2017 у Wayback Machine.]
- Фрунзенский радиус на сайте ometro.net